# Yakima (rijeka)
Yakima, rijeka u SAD.-u, pritoka Columbije u Washingtonu. Yakima izvire iz jezera Keechelus u gorju Cascade kod prijevoja Snoqualmie, i teče 320 kilometara na jugoistok da bi se blizu Kennewicka u okrugu Benton priključila Columbiji. Yakima sa svojim pritocima navodnajva 190,000 hektara (460,000 akara) oranica.
Glavne pritoke su joj Cle Elum (48 km) i Teanaway (lijeve), i 121 kilometar duga Naches (desna). Svoje ime dobila je po Yakima Indijancima.
Glavna središta koja su se razvila na obali Yakime su Yakima, i Kennewick, Pasco i Richland.

## Vanjske poveznice
- [neaktivna poveznica]
- Yakima River Basin Map  Arhivirana inačica izvorne stranice od 12. studenoga 2007. (Wayback Machine)

- Yakima južno od Union Gapa.